# Antoni III de Gramont
Antoni III, Mariscal duc de Gramont, també conegut per Comte de Guiche (Hagetmau, 1604 - Baiona, 12 de juliol, 1678) fou un militar francès amb el grau de general. Era fill d'Antoni II i pare d'Antoni Charles i d'Armand, polític i militar respectivament.
Després de diversos fets d'armes tingué un enfrontament (duel) i es va veure obligat a passar a Alemanya. De tornada a França fou governador de Calais i de Normandia; serví a Savoia i Flandes a les ordres del mariscal de la Meilleraye; després passà a les del Duc d'Enghien i es trobà a Friburg, Philipsburg i Nordlingen; més tard assistí al Setge de Lleida (1644) i a la batalla de Lens. Sent nomenat mariscal de França el 1641.
Comandà l'exèrcit de Condé davant de París el 1649, fou ministre d'Estat el 1653; se l'envià el 1657 com ambaixador extraordinari a Frankfurt, i dos anys després a Madrid a demanar la mà de la infanta Maria Teresa.
Posteriorment fou nomenat coronel de les guàrdies franceses (1661) duc i par de França el 1663. L'última campanya en la que prengué part fou la de Flandes (1887), i després residí principalment en el seu govern de Bearn.
El duc de Gramont fou un dels soldats més brillants de la seva època i home de caràcter molt amable i recte. Durant els turbulents temps de La Fronda va romandre fidel a la cort. Escriví unes Mémoires, que foren publicades pel seu fill el 1716.